# István Hasznos
István Hasznos (Szolnok, 8 december 1924 – Szolnok, 7 mei 1998) was een Hongaars waterpolospeler.
Hasznos won met zijn ploeggenoten de gouden medaille tijdens de Olympische Zomerspelen 1952 in het Finse Helsinki. In twee wedstrijden maakte Hasznos zeven doelpunten.
Róbert Antal · 
Antal Bolvári · 
Dezső Fábián · 
Dezső Gyarmati · 
István Hasznos · 
László Jeney · 
György Kárpáti · 
Dezső Lemhényi · 
Kálmán Markovits · 
Miklós Martin · 
Károly Szittya · 
István Szívós sr. · 
György Vizvári